# Листов, Константин Яковлевич
Константи́н Я́ковлевич Листо́в (19 сентября [2 октября] 1900, Одесса, Херсонская губерния, Российская империя — 6 сентября 1983, Москва) — советский композитор, автор более 800 песен, оперетт, музыки к спектаклям. Народный артист РСФСР (1973).

## Биография
Родился 19 сентября (2 октября) 1900 года в Одессе в еврейской семье. Родители были артистами цирка (отец — гимнаст, мать — балерина) и семья часто переезжала с места на место. С пятилетнего возраста учился музыке (на мандолине) и сам выступал на арене. С детства полюбил море; позднее он много песен посвятил морю и морякам.
В 1917 году окончил музыкальное училище Русского музыкального общества в Царицыне.
В 1918—1919 годах служил в 32-м пулемётном полку РККА, участвовал в боях на Царицынском фронте; в это же время его отец был военкомом пулемётного полка, а мать — военным комиссаром госпиталя. В 1919 году был направлен руководством реввоенсовета Десятой армии на учёбу в Саратовской консерватории по классу фортепиано и композиции И. А. Розенберга и Л. М. Рудольфа; окончил консерваторию в 1922 году. Одновременно работал пианистом и дирижёром в Саратовском театре миниатюр. 
В 1923 году переехал в Москву, работает в театре при Всероссийском Пролеткульте, пишет музыку к спектаклям. С 1925 года — музыкальный руководитель одного из театров «Синяя блуза». С 1934 года — музыкальный руководитель и дирижёр Театра обозрений Дома печати. Написал музыку к нескольким спектаклям театра. С 1930-х годов началась слава Листова как первоклассного композитора-песенника. Он был также великолепным пианистом, выступал с концертами. С 1938 года был дирижёром в Московском театре оперетты.
В годы войны — музыкальный консультант Главного политуправления ВМФ. Умер 6 сентября 1983 года. Похоронен в Москве на Кунцевском кладбище.

## Семья
Правнучка — Е. Л. Листова, российский тележурналист.

## Награды
- Орден Красной Звезды (22.2.1943)
- Заслуженный деятель искусств РСФСР (1950)
- Народный артист РСФСР (1973)
- Орден Трудового Красного Знамени (1980)
- Медали, в том числе «За отличие в охране государственной границы СССР»[7]

## Творчество
Константин Листов писал музыку к радиопостановкам и спектаклям, к кинофильму «Победный маршрут» (1939), различные оркестровые инструментальные произведения. Но главным направлением его таланта была массовая песня.

### Песни
Всего Константин Листов создал более 800 песен. Они отличаются яркой мелодичностью, задушевным лиризмом.
В 1930-е годы большой популярностью пользовались песни:
- «В парке Чаир», стихи Павла Арского
- «Гренада», стихи Михаила Светлова
- «Думка» (её проникновенно пел Сергей Лемешев)
- «Песня о тачанке», стихи Михаила Рудермана
- «Если любишь», стихи Льва Ошанина

В военные годы Листов служил музыкальным консультантом Политуправления Военно-Морского Флота. Среди написанных им песен всенародно любимой стала песня на стихи А. А. Суркова «В землянке» (1942).
В послевоенные годы появились новые замечательные песни Листова.
На стихи Александра Жарова
- «Над волною голубою»
- «Ходили мы походами»
- «Пой, моя хорошая»

На стихи Георгия Рублёва
- «Севастопольский вальс» (1956); в 1961 году Листов написал одноимённую оперетту, где звучит этот вальс.

### Оперетты
- «Королева ошиблась» (1928, Москва)
- «Ледяной дом» (1938, Москва)
- «Копилка» (1939, Саратов)
- «Кораллина» (1948, Свердловск)
- «Мечтатели» (1950, Москва; новая редакция: Волгоград, 1971)
- «Аира» (1951, Москва)
- «Поют сталинградцы» (1955, Сталинград)
- «Шуми, наш лес» (1957, Петрозаводск)
- «Севастопольский вальс» (1961, Волгоград, либретто Е. М. Гальпериной и Ю. Л. Анненкова)
- «Сердце балтийца» (1964) либретто Е. М. Гальпериной и Ю. Л. Анненкова
- «Конкурс женихов» (Центральное телевидение Гостелерадио СССР, 1975)

### Оперы
- «Олеся» (1959, Воронеж, по повести А. И. Куприна)
- «Дочь Кубы» (1962, Саратов)